# Ромоданово (хутор, Старожиловский район)
Ромоданово — хутор в Старожиловском районе Рязанской области. Входит в Старожиловское городское поселение

## География
Находится в западной части Рязанской области на расстоянии приблизительно 7 км на северо-запад по прямой от районного центра поселка Старожилово рядом с одноименным селом.

## История
Был отмечен еще на карте 1850 года как безымянный хутор. В 1897 году в окрестностях села Ромоданово были учтены усадьба фон Девиза с 6 жителями и усадьба пронского земства с 28 жителями.

## Население
Численность населения: 59 человек в 2002 году (русские 96 %), 45 в 2010.